# Marésha
Le tel de Marésha (hébreu : תל מראשה) est un site archéologique d'Israël situé dans la Shéphélah. Le tel ne s'étend que sur 2,4 hectares, mais autour, on trouve des vestiges sur 40 hectares, que l'on appelle la ville basse. Le tel a été fouillé en 1889 par les archéologues anglais Bliss et Macalister pour le compte de la Palestine Exploration Fund. L'essentiel des découvertes est aujourd'hui rassemblé dans le musée archéologique d'Istanbul, en Turquie.

## Histoire
Marésha était une ville judéenne à l'époque du Premier Temple. Elle est mentionnée dans le Tanakh comme une des villes de la tribu de Juda, fortifiée par Roboam. Elle est aussi mentionnée dans le combat entre Asa, roi de Juda, et Zérah l'Éthiopien, gouverneur d'Égypte au Xe siècle. Comme d'autres villes de la Shéphélah (Lakish, Azéqa, Moreshet Gath), elle est attaquée par le roi assyrien Sennacherib lors de la révolte du roi de Judée Ézéchias en -701. De cette époque, on a retrouvé des tessons de jarres portant l'inscription hébraïque למלך (appelés sceaux LMLK). Avec la destruction du Premier Temple et la déportation en Babylonie des Judéens, Marésha serait elle aussi vidée de ses habitants.
Avec la victoire de Cyrus II sur les Babyloniens et le retour à Sion des exilés juifs (-536), Marésha n'est pas intégrée à la province perse de Judée car elle a été peuplée d'Édomites qui habitaient jusqu'alors dans la vallée de Beer-Sheva et dans la région d'Arad. Par la suite, la région est appelée Idumée aux époques perses et hellénistiques (du VIe au Ier siècle av. J.-C.).
Marésha est  alors principalement peuplée d'Édomites et, avec la ville d'Adouraïm au sud de Hébron, elle est une des principales villes d'Idumée. Avec le temps, des Phéniciens s'établissent également dans la ville, puis des Grecs à la suite de la conquête de la Judée par Alexandre le Grand.
À partir de la période hellénistique, la ville apparait sous le nom de Μαρίση (Marisē) dans les textes grecs. Elle abrite vraisemblablement un temple dédié à Apollon. Les papyri de Zénon de Caunos indiquent qu'au IIIe siècle av. J.-C., la ville est sous le contrôle des lagides. Des dizaines de tombes à kokh ont été retrouvés à proximité de Marésha. Elles témoignent des liens étroits entre la Palestine et l'Égypte ptolémaïque au  IIIe siècle av. J.-C. et du rôle de la ville dans la diffusion de la culture hellénistique d'Alexandrie dans la région.
La ville passe sous domination séleucide ainsi que le reste de la région après la victoire d'Antiochos III à Panion en 198 av. J.-C. au cours de la cinquième guerre de Syrie. Les fragments de la stèle d'Héliodore retrouvés sur le site  montre que les sanctuaires de la région sont désormais placés sous le strict contrôle des nouvelles autorités séleucides.

## Déclin de la ville
À l'époque hasmonéenne, Marésha sert de base aux Grecs contre les troupes de Judas Maccabée. Elle fait partie du dispositif militaire des séleucides au sud-ouest de la Judée contre Jérusalem. Marésha est finalement conquise et détruite par Jean Hyrcan vers 129 ou 110 av. J.-C..
En -63, le général romain Pompée envahit le royaume hasmonéen. Il détache l'Idumée, dont Marésha, du royaume juif et lui rend son indépendance. La ville est détruite en -40 lors de l'invasion des parthes, alliés des hasmonéens face à Hérode le Grand, soutenu lui par les romains. La ville continue à exister avec une population réduite jusqu'au IIe siècle, même si elle a perdu son importance, alors que sa voisine, Beth Guvrin située à 1,5 km au nord tend à se développer et à devenir le nouveau centre politique régional.
Lors de la révolte de Bar Kokhba, la ville sert de refuge aux révoltés et de base pour attaquer les soldats romains.
Aujourd'hui, Marésha fait partie du parc national israélien de Beth Guvrin-Marésha.